# Abd al-Malik ibn Hudayl
Abū Marwān ‘Abd Al-Malik b. Huḏayl b. Razīn Ḥusām al-Dawla (Albarracín, 1024- Albarracín, 1103) fue el segundo rey de la taifa de Albarracín, referida por los árabes como al-Sahlat Banī Razīn (‘la llanura de los Banū Razín’), haciendo referencia a la familia reinante de los Banu Razin, de origen amazig.

## Biografía
Fue rey desde el 1044, año en que falleció su padre, Hudhayl ben Jálaf ben Razín, primer soberano de la taifa, y el 1103. 
Los cronistas árabes ensalzan a su padre, pero no a él. Así, Ibn Hayyan lo califica de "ignorante, indolente, de poca nobleza, muy pagado de sí mismo y alejado de la marcha de sus asuntos…”. Algunas crónicas señalan que dilapidó grandes sumas en comprar esclavas cantantes. En su reinado hubo varios cambios fronterizos, y tuvo que ceder ante Alfonso VI, Rodrigo Díaz de Vívar El Cid y los almorávides aunque mantuvo la independencia de su taifa y Ibn Lubbūn, soberano de Muviedro le cedió sus posesiones a cambio de una renta, hasta que El Cid tomó la plaza en 1097. Recibió el sobrenombre de Ḥusām al-dawla: "sable de la dinastía".
Cuando Alfonso VI reconquistó Toledo en 1085, Hudayl lo felicitó en persona para que le confirmase en su taifa, a cambio de un tributo a Castilla. El monarca castellano llegó a regalarle un mono, muy querido y apreciado por Hudayl como talismán. Además, tuvo que pagar parias a Alfonso VI, hasta la batalla de Sagrajas (1086), y desde 1089 a El Cid. Cuando el guerrero castellano sitiaba Valencia, Hudayl dejó de pagarle las parias, y trató de convencer al rey de Aragón para que le ayudase a conquistar Valencia. Sin embargo, el rey avisó a El Cid, quien envió un ejército a Albarracín, ocupándolo y obligando a Hudayl a ayudarle en la toma de Valencia. Finalmente, en 1094, El Cid tomó Valencia y Hudayl se unió a almorávides y a otras taifas, para tratar de recuperar Valencia, pero El Cid los derrotó en la Batalla de Cuarte. Ante la derrota, Hudayl escapó del campo de batalla. 
Ibn al-Abbar, cronista de la taifa de Valencia, sostiene que sobrevivió a un atentado, en 1100, deteniendo a los autores y crucificándolos hasta haberles dado muerte.
En sus últimos años, basculó entre las alianzas con El Cid y el sometimiento a los almorávides falleciendo en la fortaleza de Santa María de Aben Razín.